# Jean-Jacques Defaix
Jean-Jacques Defaix, surnommé le Madoff breton, né le 23 août 1947 au Kremlin-Bicêtre, est un entrepreneur, homme d'affaires et ancien technicien en aéronautique français.

## Biographie
En 2002, Jean-Jacques Defaix fonde l’association d'aide contre les abus bancaires (AACAB), dont il est le président.
En novembre 2010, il est soupçonné d'avoir escroqué 1 500 épargnants qui avaient souscrit 3 000 contrats de coopératives de croissance et de petites sociétés pour soutenir des entreprises locales et investi 23 millions d'euros, sur les 36 collectés entre 2007 et 2010 dans un village de vacances en Chine.
Le 9 mars 2017, un procès est en cours. L'avocat du CMB (Crédit Mutuel de Bretagne) est Pierre-François Veil (fils de Simone Veil). 
Le 6 novembre 2018, le Tribunal rend son jugement : les victimes sont déboutées. Elles décident de faire appel.